# Mórahalom
Mórahalom je město na jihovýchodě Maďarska v župě Csongrád-Csanád, velice blízko srbských hranic. Nachází se asi 15 km západně od Segedína a je správním městem stejnojmenného okresu. V roce 2018 zde žilo 6 145 obyvatel. Podle údajů z roku 2011 zde tvořili 92 % Maďaři, 0,6 % Němci a 0,5 % Romové.
Nejbližšími městy jsou Röszke, Sándorfalva, Segedín, Tompa a srbská Subotica. Poblíž jsou též obce Ásotthalom, srbské Bački Vinogradi, Domaszék, srbský Horgoš, Kelebia, Kisszállás, Öttömös a Zákányszék. Nejbližší hraniční přechod je u městečka Ásotthalom.